# GECT Ung-Tisza-Túr-Sajó
Le GECT Ung-Tisza-Túr-Sajó, ou GECT UTTS, est un groupement européen de coopération territoriale à responsabilité limitée mis en place en 15 janvier 2009.

## Historique
L'eurorégion des Carpates, créée en 1993, recouvrait le territoire actuel du GECT. Cependant elle ne peut être considérée comme son ancêtre direct. Plusieurs projets transfrontaliers ont été mis en œuvre dans le cadre d'Interreg afin de renforcer la coopération. C'est dès le début 2007, avant que les réglementations nationales relatives au GECT ne soient adoptées, que les acteurs locaux ont cherché à profiter de cette coopération approfondie pour créer un GECT dans la région. Cette initiative a échoué, cependant, la plupart de ces participants ont pris part à la participation du GECT UTTS.
Les projets de convention et de statuts datent du 30 novembre 2007.

## Composition
Le GECT est le premier à avoir été constitué avec un État tiers à l'Union.
Ces membres sont : les régions de Košice et Prešov en Slovaquie ; les comitats de Borsod-Abaúj-Zemplén, Szabolcs-Szatmár-Bereg et Hajdú-Bihar en Hongrie ; les județe de Satu Mare et Arad en Roumanie ; et les territoires subcarpatiques en Ukraine.

## Missions
Les missions principales du GECT sont le développement et l'exécution de projets de coopération territoriale (notamment à l'aide du FEDER ; la promotion, la création et le conseil des PME ; la promotion du GECT ; et la protection de l'environnement.

## Organes et fonctionnement

### Assemblée générale
L'Assemblée générale est l'organe de contrôle et l'instance décisionnelle suprême du GECT. Ses principales fonctions sont l'approbation du budget annuel et l'élection du Comité de surveillance, du Bureau, du Secrétariat et de la Direction.

### Comité de surveillance
Le Comité de surveillance a pour fonction de contrôler la direction dont il rend compte à l'Assemblée générale.

### Direction
La Direction s'occupe de la gestion du groupement. Elle se compose du directeur, chargé de représenter le groupement, et de trois vice-directeurs.

## Sources

## Compléments